# Xanthosin
Xanthosin ist ein seltenes Nukleosid und entsteht bei der Desaminierung von Guanosin der RNA. Es besteht aus der β-D-Ribofuranose (Zucker) und dem Xanthin. Es wird, wie auch Inosin, von der Purin-Nukleosid-Phosphorylase im Purinstoffwechsel zu Harnsäure abgebaut. Xanthosin ist ein Intermediat bei der Biosynthese des in Teeblättern vorkommenden Theophyllins.